# Championnat d'Angleterre de football 1976-1977
Navigation
Édition précédente Édition suivante
La 78e édition du championnat d'Angleterre de football est remportée par Liverpool. Le club liverpuldien conserve son titre en finissant un point devant Manchester City et gagne son dixième titre de champion d'Angleterre.
Liverpool se qualifie pour la Coupe des clubs champions en tant que champion d'Angleterre. Manchester United, vainqueur de la coupe se qualifie pour la Coupe des vainqueurs de coupe. Manchester City, Ipswich Town, Aston Villa et Newcastle United se qualifient pour la Coupe UEFA au titre de leur classement en championnat.
Le système de promotion/relégation ne change pas : descente et montée automatique, sans matchs de barrage pour les trois derniers de première division et les trois premiers de deuxième division. À la fin de la saison Tottenham Hotspur, Stoke City et Sunderland AFC, sont relégués en deuxième division. Ils sont remplacés par Wolverhampton Wanderers, Chelsea FC et Nottingham Forest.
L'attaquant écossais Andy Gray, d'Aston Villa et l'attaquant anglais Malcolm Macdonald, d'Arsenal FC, remportent le titre de meilleur buteur du championnat avec 25 réalisations. 

## Les clubs de l'édition 1976-1977
| Club                                 | Ville               |
| ------------------------------------ | ------------------- |
| Arsenal Football Club                | Londres             |
| Aston Villa Football Club            | Birmingham          |
| Birmingham City Football Club        | Birmingham          |
| Bristol City Football Club           | Bristol             |
| Coventry City Football Club          | Coventry            |
| Derby County Football Club           | Derby               |
| Everton Football Club                | Liverpool           |
| Ipswich Town Football Club           | Ipswich             |
| Leeds United Football Club           | Leeds               |
| Leicester City Football Club         | Leicester           |
| Liverpool Football Club              | Liverpool           |
| Manchester United Football Club      | Manchester          |
| Manchester City Football Club        | Manchester          |
| Middlesbrough Football Club          | Middlesbrough       |
| Newcastle United Football Club       | Newcastle upon Tyne |
| Norwich City Football Club           | Norwich             |
| Queens Park Rangers Football Club    | Londres             |
| Stoke City Football Club             | Stoke-on-Trent      |
| Sunderland Association Football Club | Sunderland          |
| Tottenham Hotspur Football Club      | Londres             |
| West Bromwich Albion Football Club   | West Bromwich       |
| West Ham United Football Club        | Londres             |

## Classement
| Rang | Équipe               | Pts | J  | G  | N  | P  | Bp | Bc | Diff |
| ---- | -------------------- | --- | -- | -- | -- | -- | -- | -- | ---- |
| 1    | Liverpool            | 57  | 42 | 23 | 11 | 8  | 62 | 33 | +29  |
| 2    | Manchester City      | 56  | 42 | 21 | 14 | 7  | 60 | 34 | +26  |
| 3    | Ipswich Town         | 52  | 42 | 22 | 8  | 12 | 66 | 39 | +27  |
| 4    | Aston Villa          | 51  | 42 | 22 | 7  | 13 | 76 | 50 | +26  |
| 5    | Newcastle United     | 49  | 42 | 18 | 13 | 11 | 64 | 49 | +15  |
| 6    | Manchester United    | 47  | 42 | 18 | 11 | 13 | 71 | 62 | +9   |
| 7    | West Bromwich Albion | 45  | 42 | 16 | 13 | 13 | 62 | 56 | +6   |
| 8    | Arsenal              | 43  | 42 | 16 | 11 | 15 | 62 | 64 | -2   |
| 9    | Everton              | 42  | 42 | 14 | 14 | 14 | 50 | 57 | -7   |
| 10   | Leeds United         | 42  | 42 | 15 | 12 | 15 | 48 | 51 | -3   |
| 11   | Leicester City       | 42  | 42 | 12 | 18 | 12 | 47 | 60 | -13  |
| 12   | Middlesbrough        | 41  | 42 | 14 | 13 | 15 | 40 | 45 | -5   |
| 13   | Birmingham           | 38  | 42 | 13 | 12 | 17 | 63 | 61 | +2   |
| 14   | Queens Park Rangers  | 38  | 42 | 13 | 12 | 17 | 47 | 52 | -5   |
| 15   | Derby County         | 37  | 42 | 9  | 19 | 14 | 50 | 55 | -5   |
| 16   | Norwich City         | 37  | 42 | 14 | 9  | 19 | 47 | 64 | -17  |
| 17   | West Ham United      | 36  | 42 | 11 | 14 | 17 | 46 | 65 | -19  |
| 18   | Bristol City         | 35  | 42 | 11 | 13 | 18 | 38 | 48 | -10  |
| 19   | Coventry City        | 35  | 42 | 10 | 15 | 17 | 48 | 59 | -11  |
| 20   | Sunderland           | 34  | 42 | 11 | 12 | 19 | 46 | 54 | -8   |
| 21   | Stoke City           | 34  | 42 | 10 | 14 | 18 | 28 | 51 | -23  |
| 22   | Tottenham Hotspur    | 33  | 42 | 12 | 9  | 21 | 48 | 72 | -24  |

|  | Champion d'Angleterre |
|  | Relégation            |

## Affluences
| #  | Club                 | Stade           | Affluence moyenne sur la saison | Variation |
| -- | -------------------- | --------------- | ------------------------------- | --------- |
| 1  | Manchester United    | Old Trafford    | 53 710                          | - 1,9 %   |
| 2  | Liverpool FC         | Anfield         | 47 221                          | + 13,4 %  |
| 3  | Manchester City      | Maine Road      | 40 058                          | + 16,9 %  |
| 4  | Aston Villa          | Villa Park      | 37 760                          | - 2,9 %   |
| 5  | Newcastle United     | St James' Park  | 33 599                          | + 1,6 %   |
| 6  | Sunderland AFC       | Roker Park      | 32 743                          | D2        |
| 7  | Arsenal FC           | Highbury        | 32 671                          | + 21,3 %  |
| 8  | Leeds United         | Elland Road     | 30 530                          | - 3,1 %   |
| 9  | Tottenham Hotspur    | White Hart Lane | 30 173                          | + 8,4 %   |
| 10 | Everton FC           | Goodison Park   | 30 046                          | + 10,8 %  |
| 11 | Birmingham City      | St Andrew's     | 28 338                          | + 1,2 %   |
| 12 | Ipswich Town         | Portman Road    | 26 672                          | + 5,1 %   |
| 13 | West Ham United      | Upton Park      | 26 064                          | - 4,9 %   |
| 14 | Derby County         | Baseball Ground | 25 008                          | - 11,8 %  |
| 15 | West Bromwich Albion | The Hawthorns   | 24 525                          | D2        |
| 16 | Bristol City         | Ashton Gate     | 23 522                          | D2        |
| 17 | Norwich City         | Carrow Road     | 22 305                          | - 2 %     |
| 18 | Middlesbrough        | Ayresome Park   | 21 480                          | - 7,5 %   |
| 19 | Coventry City        | Highfield Road  | 21 242                          | + 9,7 %   |
| 20 | Queens Park Rangers  | Loftus Road     | 21 062                          | - 11,7 %  |
| 21 | Stoke City           | Victoria Ground | 19 027                          | - 14,7 %  |
| 22 | Leicester City       | Filbert Street  | 18 807                          | - 14,7 %  |

## Bilan de la saison
| Tableau d'Honneur                          |                   |
| Compétition                                | Vainqueur         |
| Championnat d'Angleterre de football       | Liverpool FC      |
| Coupe d'Angleterre de football             | Manchester United |
| Coupe de la Ligue d’Angleterre de football | Aston Villa       |
| Charity Shield                             | Liverpool FC      |

| Promotions et relégations |                                                      |
| Promus                    | Wolverhampton Wanderers Chelsea FC Nottingham Forest |
| Relégués                  | Tottenham Hotspur Stoke City Sunderland AFC          |

## Meilleur buteur
Avec 25 buts, Andy Gray, attaquant écossais qui joue à Aston Villa et Malcolm Macdonald, attaquant anglais qui joue à Arsenal remportent le titre de meilleur buteur du championnat.